# Коркодинов, Гавриил Семёнович
Князь Гавриил (Гаврила) Семёнович Коркодинов (?—1604) — голова, посол и воевода во времена правления Фёдора Ивановича, Бориса Годунова и Смутное время.
Из княжеского рода Коркодиновы. Старший сын князя Семёна Ивановича Коркодинова. Имел брата, князей: Фёдора Семёновича, воевода в Тюмени (1616-1620) и Ивана Семёновича.

## Биография
Дворянин. В 1590 году в шведском государевом походе находился для рассылок. В 1591 году объезжий голова за Москвою-рекою, послан вторым послом в Ногайскую Орду.  В 1592 году направлен в Новгород, откуда ходил в поход против шведов письменным головою при князе Хилкове, а потом голова при князе Хворостине в Сторожевом полку в походе под Выборг. В 1593 году воевода в Мценске. В 1593-1594 годах воевода Сторожевого полка в Крапивне. В августе 1595 года, послан вторым воеводою к ногайским послам, а потом был воеводой во Ржеве. В 1596 году первый воевода в Пронске. В 1597 году первый воевода в Ряжске. В 1598 году второй воевода в Почепе, откуда переведён в Серпухов, а потом второй воевода в Черни. В июле этого же года воевода в Орле и велено ему сходиться с другими воеводами в Михайлове и быть воеводою Передового полка с князем Ташевым. В 1599-1601 годах сперва третий, а после второй воевода в Чернигове. В 1602-1603 годах второй воевода в Рязани и указано ему быть сходным воеводою украинных войск. В 1603 году третий воевода на Смоленской заставе. В октябре 1604 года первый воевода Сторожевого полка в Орле, откуда послан воеводою в Чернигов. При прибытии войск Лжедмитрия I к городу, предан жителями города и передан самозванцу.
В 1604 году казнён в Путивле по приказу Лжедмитрия I.

## Семья
От брака с неизвестной имел детей:
- Князь Коркодинов Яков Гаврилович — стольник (1627-1629)[3], бездетный.
- Князь Коркодинов Даниил Гаврилович — стольник (1627-1629)[3], бездетный.